# Opere di Artemisia Gentileschi
Le opere di Artemisia Gentileschi sono elencate nella tabella seguente in ordine cronologico.
Il catalogo delle opere presenta alcuni problemi attributivi (soprattutto in rapporto alla produzione del padre, Orazio Gentileschi); numerose questioni sono inoltre connesse alla datazione delle opere. L'elenco qui riportato si basa in parte sull'apparato critico contenuto nel volume curato da Judith Walker Mann.

## Elenco dei dipinti
| Immagine | Titolo                                                            | Data                              | Tecnica        | Dimensioni in cm | Luogo di conservazione                          | Città                      | Note                                                  |
| -------- | ----------------------------------------------------------------- | --------------------------------- | -------------- | ---------------- | ----------------------------------------------- | -------------------------- | ----------------------------------------------------- |
|          | Giuditta con la sua ancella                                       | 1607-1610                         | olio su tela   | 130×99 cm        | Collezione Fabrizio Lemme                       | Roma                       | Anche attribuito a Orazio Gentileschi                 |
|          | Madonna col Bambino                                               | 1609-1610                         | olio su tela   | 118×86 cm        | Galleria Palatina                               | Firenze                    |                                                       |
|          | Vergine dell'Annunciazione                                        | 1609-1610                         | olio su tavola |                  |                                                 |                            |                                                       |
|          | Susanna e i vecchioni                                             | 1610                              | olio su tela   | 170×119 cm       | Castello di Weißenstein                         | Pommersfelden              |                                                       |
|          | Madonna col Bambino                                               | 1610-1611                         | olio su tela   | 116,5×86,5 cm    | Galleria Spada                                  | Roma                       |                                                       |
|          | Salomè con la testa di san Giovanni Battista                      | 1610-1615                         | olio su tela   | 84x92 cm         | Museo di belle arti di Budapest                 | Budapest                   |                                                       |
|          | Autoritratto                                                      | 1610-1620                         |                |                  | Castello di Weißenstein                         | Pommersfelden              |                                                       |
|          | Davide con la testa di Golia                                      | 1610-1620                         | olio su tela   | 126,9×101,4 cm   | Museo reale di belle arti di Anversa            | Anversa                    |                                                       |
|          | Ritratto di una monaca                                            | 1618                              | olio su tela   | 70×52,5 cm       | Collezione privata                              |                            |                                                       |
|          | Giuditta che decapita Oloferne                                    | 1612-1613 (o 1617)                | olio su tela   | 158,8×125,5 cm   | Museo nazionale di Capodimonte                  | Napoli                     |                                                       |
|          | Danae                                                             | 1612                              | olio su rame   | 40,5×52,5 cm     | Saint Louis Art Museum                          | Saint Louis                |                                                       |
|          | Autoritratto come santa Caterina d'Alessandria                    | 1614-1615                         | olio su tavola | 32,2×24,5 cm     | Museo nazionale di arte, architettura e disegno | Oslo                       |                                                       |
|          | Minerva                                                           | 1615 (o anni '40 del XVII secolo) | olio su tela   | 131×103 cm       | Galleria degli Uffizi                           | Firenze                    |                                                       |
|          | Autoritratto come martire                                         | 1615                              | olio su tavola | 31,7×24,8 cm     | Collezione privata                              |                            |                                                       |
|          | Allegoria dell'Inclinazione                                       | 1615-1616                         | olio su tela   | 152×61 cm        | Casa Buonarroti                                 | Firenze                    |                                                       |
|          | Conversione della Maddalena                                       | 1615-1616                         | olio su tela   | 146,5×108 cm     | Galleria Palatina                               | Firenze                    |                                                       |
|          | Autoritratto come suonatrice di liuto                             | 1615-1617                         | olio su tela   | 77,5×71,8 cm     | Curtis Galleries                                | Minneapolis                |                                                       |
|          | Autoritratto come santa Caterina d'Alessandria                    | 1615-1617                         | olio su tela   | 71,4×79 cm       | National Gallery                                | Londra                     |                                                       |
|          | La Vergine allatta il Bambino                                     | 1616-1618                         | olio su tela   | 118x86 cm        | Collezione privata                              |                            |                                                       |
|          | Giuditta con la sua ancella                                       | 1618-1619                         | olio su tela   | 114×93,5 cm      | Galleria Palatina                               | Firenze                    |                                                       |
|          | Santa Caterina d'Alessandria                                      | 1618-1619 (o 1615)                | olio su tela   | 77×62 cm         | Galleria degli Uffizi                           | Firenze                    |                                                       |
|          | Ritratto di un cavaliere dell'Ordine di Santo Stefano             | 1619-1620                         |                |                  |                                                 |                            |                                                       |
|          | Giaele e Sisara                                                   | 1620                              | olio su tela   | 86×125 cm        | Museo di belle arti di Budapest                 | Budapest                   |                                                       |
|          | Cleopatra                                                         | 1620                              | olio su tela   | 97×71,5 cm       | Fondazione Cavallini-Sgarbi                     | Ferrara                    |                                                       |
|          | Medea                                                             | 1620                              |                |                  | Collezione privata                              |                            |                                                       |
|          | Giuditta che decapita Oloferne                                    | 1620                              | olio su tela   | 146,5×108 cm     | Galleria degli Uffizi                           | Firenze                    |                                                       |
|          | Santa Cecilia                                                     | 1620                              | olio su tela   | 108×78,5 cm      | Galleria Spada                                  | Roma                       |                                                       |
|          | Santa Cecilia                                                     | 1620                              | olio su tela   | 92x72 cm         | Collezione privata                              | Trento                     |                                                       |
|          | Santa Caterina d'Alessandria                                      | 1620                              | olio su tela   | 97,8x74,9 cm     | El Paso Museum of Art                           | El Paso                    | Anche attribuito a Orazio Gentileschi                 |
|          | Maria Maddalena in estasi                                         | 1620-1625                         | olio su tela   | 83,5×110 cm      | Collezione privata                              |                            |                                                       |
|          | Fanciullo dormiente                                               | 1620-1630                         | olio su rame   | 13×18 cm         | Collezione privata                              |                            |                                                       |
|          | Testa d'eroina                                                    | 1620-1630                         |                |                  |                                                 |                            |                                                       |
|          | Ritratto di dama con ventaglio                                    | 1620-1630                         | olio su tela   | 127,5×95,3 cm    | Palazzo Magistrale                              | Roma                       |                                                       |
|          | Allegoria della Pittura                                           | 1620-1640                         | olio su tela   | 95,7×132,6 cm    | Musée de Tessé                                  | Le Mans                    |                                                       |
|          | Cleopatra                                                         | 1621-1622                         | olio su tela   | 118×181 cm       | Collezione Amedeo Morandotti                    | Milano                     |                                                       |
|          | Ritratto di gonfaloniere                                          | 1622                              | olio su tela   | 208×128 cm       | Palazzo d'Accursio                              | Bologna                    |                                                       |
|          | Susanna e i vecchioni                                             | 1622                              | olio su tela   | 162,5×121,9 cm   | Burghley House                                  | Stamford                   |                                                       |
|          | Maria Maddalena come la Malinconia                                | 1622-1625                         | olio su tela   | 122×96 cm        | Cattedrale di Siviglia                          | Siviglia                   |                                                       |
|          | Maria Maddalena come la Malinconia                                | 1622-1625                         | olio su tela   | 100,6×136,3 cm   | Museo Soumaya                                   | Città del Messico          |                                                       |
|          | Lucrezia                                                          | 1623-1625                         | olio su tela   | 100×77 cm        | Collezione Girolamo Etro                        | Milano                     |                                                       |
|          | Sinite Parvulos                                                   | 1624-1625                         | olio su tela   | 134,6×97,7 cm    | Basilica dei Santi Ambrogio e Carlo al Corso    | Roma                       |                                                       |
|          | Ritratto di donna seduta (oppure Ritratto di Caterina Savelli)    | 1625                              | olio su tela   | 128,3×95,9 cm    | Collezione privata                              |                            |                                                       |
|          | Maria Maddalena come la Malinconia                                | 1625-1626                         | olio su tela   | 108,8×93 cm      | Kimbell Art Museum                              | Forth Worth                |                                                       |
|          | Giuditta con la sua ancella                                       | 1625-1627                         | olio su tela   | 182,2×142,2 cm   | Detroit Institute of Arts                       | Detroit                    |                                                       |
|          | Aurora                                                            | 1625-1627                         | olio su tela   | 218×146 cm       | Collezione privata                              | Roma                       |                                                       |
|          | Venere dormiente                                                  | 1625-1630                         | olio su tela   | 96,5×143,8 cm    | Museo di belle arti della Virginia              | Richmond                   |                                                       |
|          | Maddalena penitente                                               | 1625-1630                         | olio su tela   | 81×68,5 cm       |                                                 |                            |                                                       |
|          | Ritratto di gentiluomo (o Ritratto di Antoine de Ville)           | 1626-1627                         | olio su tela   | 203,2x109,2 cm   | Collezione privata                              |                            |                                                       |
|          | Maddalena penitente                                               | 1627-1629                         | olio su tela   | 100×73 cm        | Museo Correale di Terranova                     | Sorrento                   |                                                       |
|          | Lucrezia                                                          | 1627                              | olio su tela   | 92,9×72,7 cm     | Getty Museum                                    | Los Angeles                |                                                       |
|          | Donna che suona il liuto                                          | 1628-1629                         | olio su tela   | 64x78 cm         | Collezione privata                              |                            |                                                       |
|          | Ester e Assuero                                                   | 1628-1635                         | olio su tela   | 208×273 cm       | Metropolitan Museum of Art                      | New York                   |                                                       |
|          | Annunciazione                                                     | 1630                              | olio su tela   | 257×179 cm       | Museo nazionale di Capodimonte                  | Napoli                     |                                                       |
|          | San Sebastiano curato da santa Irene                              | 1630                              | olio su tela   | 101x127,5 cm     | Collezione privata                              |                            |                                                       |
|          | Susanna e i vecchioni                                             | 1630                              | olio su tela   | 162,5x121,9 cm   | Castello di Nottingham                          | Nottingham                 |                                                       |
|          | Maria Maddalena                                                   | 1630                              | olio su tela   | 100x96 cm        | Collezione Robilant+Voena                       |                            |                                                       |
|          | Gesù Bambino dormiente                                            | 1630-1632                         | olio su rame   | 12,4×17,5 cm     | Museum of Fine Arts                             | Boston                     |                                                       |
|          | Santa Caterina d'Alessandria                                      | 1630-1634 (o 1640)                | olio su tela   | 90×75,4 cm       | Museo nazionale di belle arti                   | Stoccolma                  |                                                       |
|          | Autoritratto (o Allegoria della Pittura)                          | 1630-1635                         | olio su tela   | 98×74,5 cm       | Palazzo Barberini                               | Roma                       |                                                       |
|          | Corisca e il satiro                                               | 1630-1635                         | olio su tela   | 155×210 cm       | Collezione Luciano Pedicini                     | Napoli                     |                                                       |
|          | Cleopatra                                                         | 1630-1635                         | olio su tela   | 187×134 cm       | Société Labatut et Compagnie                    | Parigi                     |                                                       |
|          | Allegoria della Fama                                              | 1630-1635                         | olio su tela   | 57,5×51,2 cm     | Collezione Robilant+Voena                       |                            |                                                       |
|          | Maria Maddalena in estasi                                         | 1630-1638                         | olio su tela   |                  | Collezione privata                              |                            |                                                       |
|          | Sansone e Dalila                                                  | 1630-1638                         | olio su tela   | 90,5×109,5 cm    | Palazzo Zevallos                                | Napoli                     |                                                       |
|          | Santa Caterina d'Alessandria                                      | 1630-1638 (o 1641-1652)           | olio su tela   | 76×60 cm         | Collezione privata                              |                            |                                                       |
|          | Allegoria della Pittura (o anche Autoritratto)                    | 1630-1640                         | olio su tavola |                  | Collezione privata                              |                            |                                                       |
|          | Maria Maddalena                                                   | 1630-1635                         | olio su tela   | 108×78,5 cm      | Palazzo Sursock                                 | Beirut                     |                                                       |
|          | Ercole e Onfale                                                   | 1630-1640                         | olio su tela   |                  | Palazzo Sursock                                 | Beirut                     |                                                       |
|          | San Giovanni Battista (o anche San Giovanni Battista nel deserto) | 1630-1640                         | olio su tela   | 119,5×96 cm      | Collezione privata                              |                            |                                                       |
|          | Maria Maddalena penitente in un paesaggio                         | 1630-1640                         | olio su rame   | 49×39,7 cm       | Collezione privata                              | Londra                     |                                                       |
|          | Davide e Golia                                                    | 1630-1640                         | olio su tela   | 197,5×132 cm     | Collezione privata                              |                            |                                                       |
|          | Maddalena penitente                                               | 1631 (o 1615-1616)                | olio su tela   | 65,7×50,8 cm     | Collezione Marc A. Seidner                      | Los Angeles                |                                                       |
|          | Clio, la Musa della Storia                                        | 1632                              | olio su tela   | 127,6×97,2 cm    | Palazzo Blu                                     | Pisa                       |                                                       |
|          | Cleopatra                                                         | 1633-1635                         | olio su tela   | 117×175,5 cm     | Collezione privata                              | Roma                       |                                                       |
|          | Nascita di san Giovanni Battista                                  | 1635                              | olio su tela   | 164×258 cm       | Museo del Prado                                 | Madrid                     |                                                       |
|          | Abbraccio tra Giustizia e Pace                                    | 1635                              | olio su tavola | 25,3x25,3 cm     | Collezione privata                              |                            |                                                       |
|          | Davide e Betsabea                                                 | 1635                              |                |                  | Neues Palais                                    | Potsdam                    |                                                       |
|          | Giuditta con la sua ancella                                       | 1635                              | olio su tela   | 118,4×93,5 cm    | Museo di belle arti                             | Quimper                    |                                                       |
|          | Santa Caterina d'Alessandria'                                     | 1635                              | olio su tela   | 76x67 cm         | Collezione privata                              |                            |                                                       |
|          | San Gennaro nell'anfiteatro di Pozzuoli                           | 1636-1637                         | olio su tela   | 300×200 cm       | Cattedrale di Pozzuoli                          | Pozzuoli                   |                                                       |
|          | Santi Procolo e Nicea                                             | 1636-1637                         | olio su tela   | 300×180 cm       | Cattedrale di Pozzuoli                          | Pozzuoli                   |                                                       |
|          | Adorazione dei Magi                                               | 1636-1637                         | olio su tela   | 311×206 cm       | Cattedrale di Pozzuoli                          | Pozzuoli                   |                                                       |
|          | Lot e le sue figlie                                               | 1636-1638                         | olio su tela   | 230,5×182,9 cm   | Museo d'arte di Toledo                          | Toledo                     |                                                       |
|          | Santa Lucia                                                       | 1636-1638                         | olio su tela   | 63x52 cm         | Collezione privata                              |                            |                                                       |
|          | Davide e Betsabea                                                 | 1636-1638                         | olio su tela   | 185,2x145,4 cm   | Matthiesen Gallery                              | Londra                     | Realizzato con Bernardo Cavallino, Guercino e bottega |
|          | Davide e Betsabea                                                 | 1636-1638                         | olio su tela   | 265,4×209,5 cm   | Columbus Museum of Art                          | Columbus                   |                                                       |
|          | Cristo e la Samaritana al pozzo                                   | 1637                              | olio su tela   | 267,5×206 cm     | Palazzo Blu                                     | Pisa                       |                                                       |
|          | Betsabea al bagno                                                 | 1638                              | olio su tela   | 204,5×155,5 cm   | Collezione privata                              | Halle                      |                                                       |
|          | Susanna e i vecchioni                                             | 1638                              | olio su tela   | 265×210 cm       | Collezione privata                              |                            |                                                       |
|          | Autoritratto come allegoria della Pittura                         | 1638-1639                         | olio su tela   | 98,6×75,2 cm     | Kensington Palace                               | Londra                     |                                                       |
|          | Allegoria della Pace e delle Arti sotto la Corona inglese         | 1638-1639                         | olio su tela   | 892×1.070 cm     | Marlborough House                               | Londra                     |                                                       |
|          | Susanna e i vecchioni                                             | 1638-1640                         | olio su tela   | 189×143,2 cm     | Palazzo di Holyrood                             | Edimburgo                  |                                                       |
|          | Giuditta con la sua ancella                                       | 1639-1640                         | olio su lino   | 73,2×92,5 cm     | Museo nazionale di arte, architettura e disegno | Oslo                       |                                                       |
|          | Cleopatra                                                         | 1639-1640                         | olio su lino   | 73,2×92,5 cm     | Galleria Sarti                                  | Parigi                     |                                                       |
|          | Maddalena penitente                                               | 1640                              | olio su tela   | 113x135 cm       | Museo nazionale di arte, architettura e disegno | Oslo                       |                                                       |
|          | Maria Maddalena in estasi                                         | 1640                              |                | 129,8x180,4 cm   | Collezione privata                              |                            | Realizzato con Onofrio Palumbo                        |
|          | Betsabea al bagno                                                 | 1640-1645                         | olio su tela   | 225×226 cm       | Collezione privata                              | Vienna                     |                                                       |
|          | Betsabea al bagno                                                 | 1640-1645                         | olio su tela   | 288×228 cm       | Collezione privata                              | Roma                       |                                                       |
|          | Venere che abbraccia Cupido                                       | 1640-1650                         | olio su tela   | 121×160 cm       | Collezione privata                              |                            |                                                       |
|          | Allegoria dell'Astronomia                                         | 1640-1650                         | olio su tela   | 97,5x72,5 cm     | Collezione privata                              |                            |                                                       |
|          | Santa Cecilia                                                     | 1640-1650                         | olio su tela   |                  | John and Mable Ringling Museum                  | Sarasota                   |                                                       |
|          | Ulisse scopre Achille alla corte del re Licomede                  | 1641                              | olio su tela   | 166,5×236 cm     | Collezione privata                              |                            |                                                       |
|          | Lucrezia                                                          | 1642-1643                         | olio su tela   | 206×182 cm       | Museo nazionale di Capodimonte                  | Napoli                     |                                                       |
|          | Sant'Apollonia                                                    | 1642-1644                         | olio su tela   | 74×57 cm         | Museo Soumaya                                   | Città del Messico          |                                                       |
|          | Santa Lucia                                                       | 1642-1644                         | olio su tela   | 74×57 cm         | Museo Soumaya                                   | Città del Messico          |                                                       |
|          | Ratto di Lucrezia                                                 | 1645-1650                         | olio su tela   | 261×226 cm       | Neues Palais                                    | Potsdam                    |                                                       |
|          | Davide e Betsabea                                                 | 1645-1650                         | olio su tela   | 286×214 cm       | Galleria Palatina                               | Firenze                    |                                                       |
|          | Giuditta con la sua ancella                                       | 1645-1650                         | olio su tela   | 235×172 cm       | Museo de la Castre                              | Cannes                     |                                                       |
|          | Giuditta con la sua ancella                                       | 1645-1650                         | olio su tela   | 272×221 cm       | Museo nazionale di Capodimonte                  | Napoli                     |                                                       |
|          | Susanna e i vecchioni                                             | 1649                              | olio su tela   | 205×168 cm       | Moravska Galerie                                | Brno                       |                                                       |
|          | Susanna e i vecchioni                                             | 1650                              | olio su tela   | 168×112 cm       | Museo civico di Bassano del Grappa              | Bassano del Grappa         |                                                       |
|          | Trionfo di Galatea                                                | 1650                              | olio su tela   | 152,1×205,1 cm   | National Gallery of Art                         | Washington                 |                                                       |
|          | Allegoria della Retorica                                          | 1650                              | olio su tela   | 90x72 cm         | Collezione Robilant+Voena                       |                            |                                                       |
|          | Madonna col Bambino e un rosario                                  | 1650-1651                         | olio su rame   | 58×50 cm         | Casita del Principe                             | San Lorenzo de El Escorial |                                                       |
|          | Betsabea al bagno                                                 | 1650-1652                         |                |                  | Collezione privata                              |                            | Distrutto nel 1940                                    |
|          | Susanna e i vecchioni                                             | 1652                              | olio su tela   | 200,3×225,6 cm   | Pinacoteca Nazionale                            | Bologna                    |                                                       |
|          | Cleopatra                                                         | XVII secolo                       |                |                  | Collezione privata                              |                            |                                                       |
|          | Davide con la testa di Golia                                      | XVII secolo                       | olio su tela   | 203,5x152 cm     | Collezione privata                              |                            |                                                       |